# ポルシェ・911 GT1

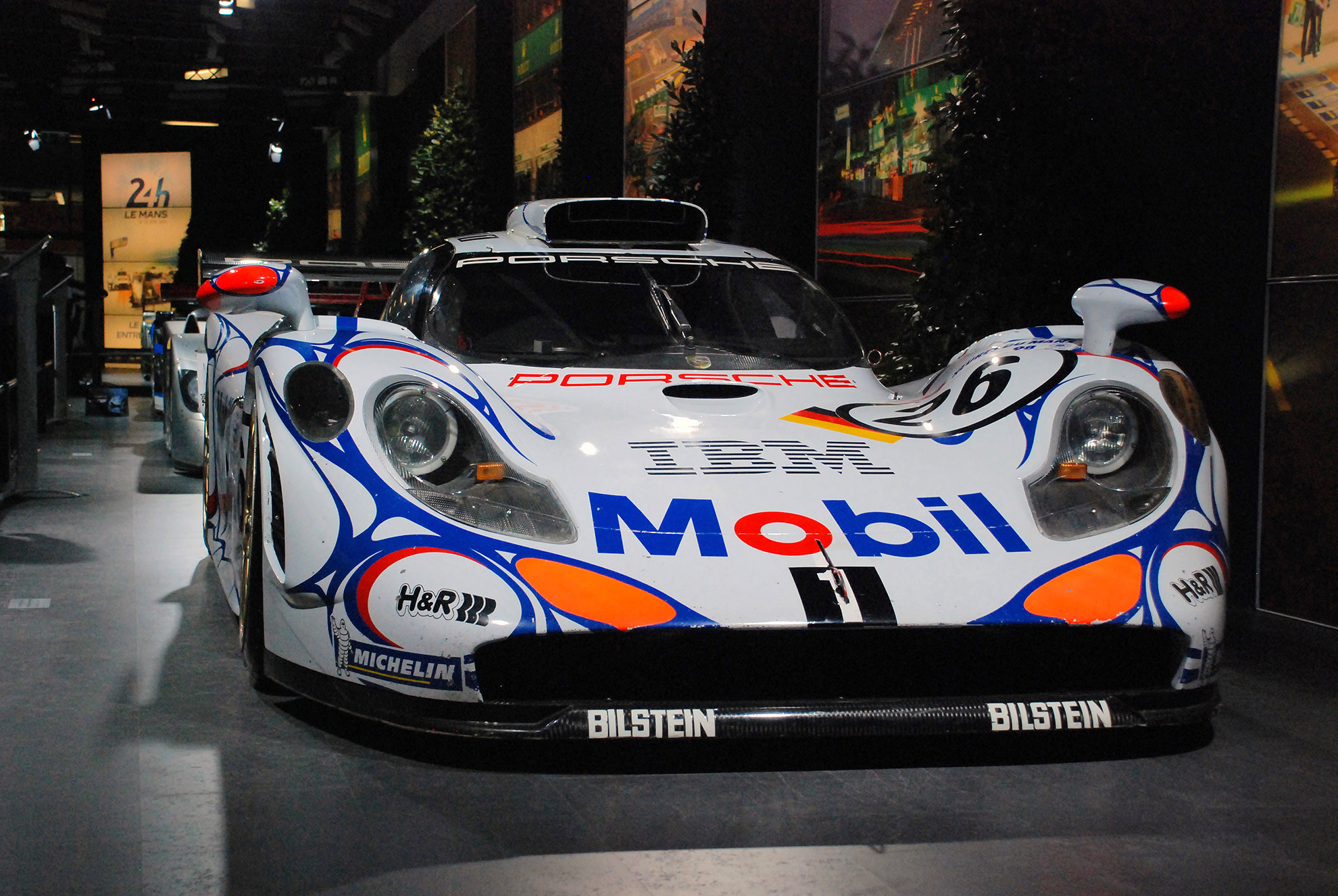
911 GT1（1998ル・マン24時間レース優勝車）

ポルシェ・911 GT1（Porsche 911 GT1）は、ポルシェが1996年のル・マン24時間レースに参戦するために993型のポルシェ・911をベースに開発した、グループGT1規定のスポーツカー。

## 概要
1994年のル・マン24時間レースにおいて、新GTカー規定の隙間を突いたダウア－・ポルシェ962LMが優勝したことからGTカー規定の枠組みの見直しが実施され、1995年から本来のGTカーによってレースが行われることになった。これを受けて同年からマクラーレン・F1がGTレースへの参戦を開始し、圧倒的な強さを発揮していた一方で、ポルシェにはF1と戦えるマシンが993 GT2しかなく、戦闘力ではF1に及ぶべくもなかった。そこで急遽1996年のシーズンに間に合わせるため、ポルシェが911ベースのグループGT1規定のグランドツーリング・スポーツカーとして開発したマシンが911GT1である。

## メカニズム

### シャシー
911 GT1（1996年）
すでに衝突安全試験をクリアしている、Aピラーがクーペに比べて寝ているポルシェ911スピードスターのキャビンとフロントのプレス鋼板セクションをそのまま活用し、後半部のギヤボックスとリヤサスペンションは962C用の部品を流用したミッドシップのGTカー。結果として衝突安全試験をクリアする「裏技」を活用することで、開発期間の大幅な短縮を実現している。構造的にはフロアパンとフロントセクションを活用してスペースフレームを張り巡らせミッドシップのエンジンマウントを採用した。市販車のキャビンセクションとフロントセクションを流用したため、962C用のサスペンションやギヤボックスを流用したリヤとは異なってフロントサスペンションに充分なアーム長の確保ができず、またガソリンタンクも重心位置から離れたフロントにしか配置できなかったため、燃料消費による重心移動が激しかった。カウル形状は、市販車の911をイメージさせるボディフォルムを採用した。
また、伝統的にRR車である911改造のルマン出走車を優遇する意図で付記されるラゲッジスペースを燃料タンクにしてよいとするルールがミッドエンジンとなった911GT1の96、97年型に適用されておりTS020にも適用された。

#### 911 GT1 Evo（1997年）[1]
基本構成は1996年型と同一。1996年型のトラブル対策がメインで、変更認可がされない大がかりな箇所以外について見直しを実施。スペースフレーム部の剛性改善も実施。1996年型の丸型ヘッドライトから、ボクスターや996型911で使用されている涙形ヘッドライトに変更されているのが外観上の特徴である。テールライトも同時に変更されている。なお、実際に市販されたのはこの1997年型である。また、1997年のシーズン途中からギヤボックスがシーケンシャルミッションに変更されている。
911 GT1/98（1998年）
1997年から登場したマクラーレン・F1 ロングテール、メルセデス・ベンツ・CLK-GTRなどに対抗するために完全オリジナル設計とした。ルーフまで一体のカーボンモノコック化を実施、ウイークポイントであったフロントセクションも新設計され、カーボンモノコックに変更された。この設計変更に伴ってガソリンタンクの位置も重心近くに変更になり、カウル形状もロングノーズ、ロングテール、フロントカウル高の削減など空力性能を優先した形状へ変更となった。しかし、トップスピードを重視した設計ゆえに、ダウンフォースの不足が指摘されることとなった。
ル・マンGT1規定に適合するラゲッジスペースはモノコック外側サイドシル内に設けられている。

### エンジン
水冷の水平対向6気筒DOHCのツインターボの3,166ccのエンジンを搭載。3気筒一体の水冷シリンダーを採用。GT規定によりφ36.6mm×2のリストリクターを装着し、公称出力640PS。なお、当車のクランクケースは強度が必要とされた997前期までのターボ、GT2と997後期までのGT3まで用いられていた。

## ストリートバージョン

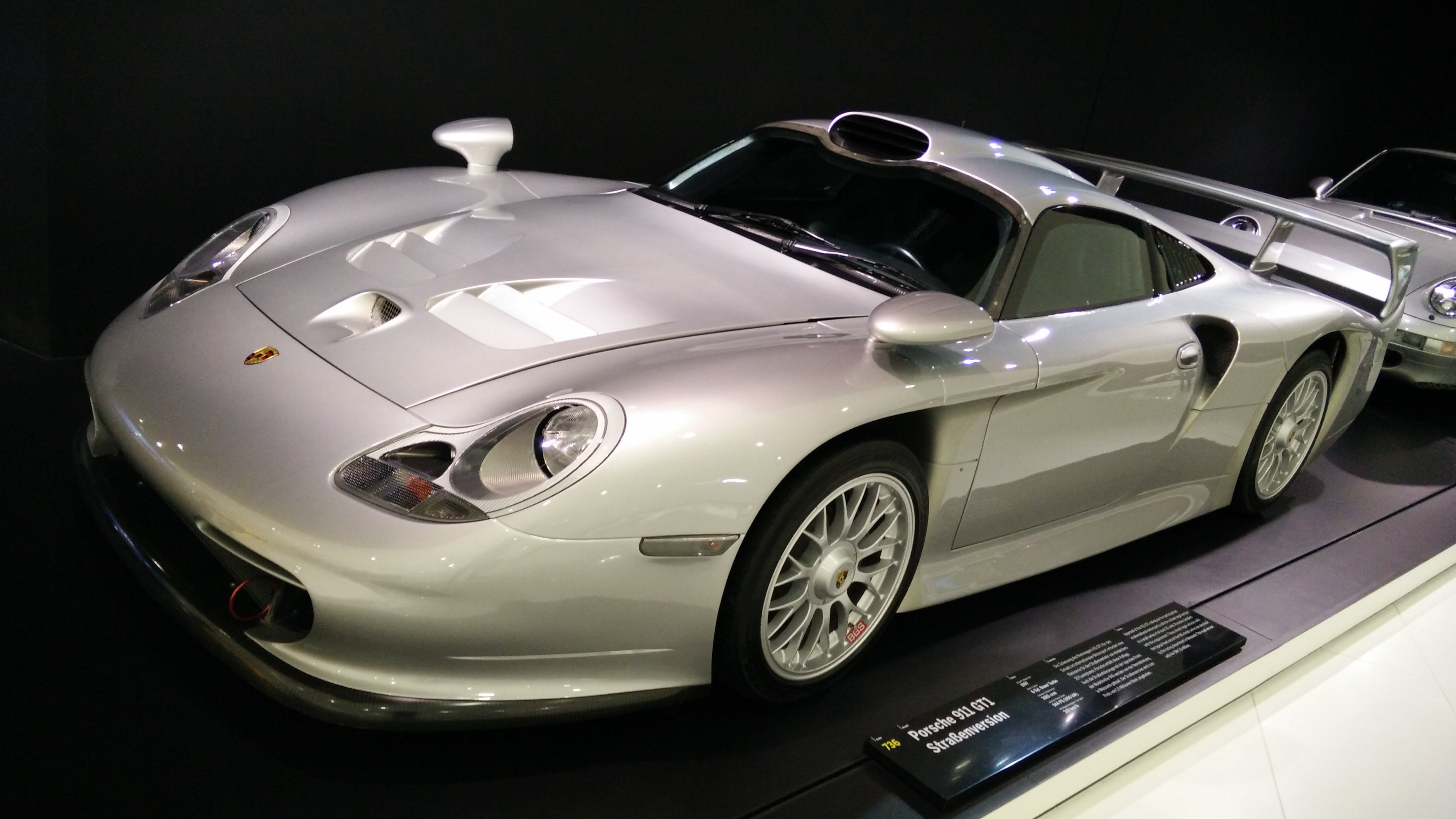
911 GT1 (Street Version)

GT1規定のホモロゲーションでは計25台の公道仕様を生産することが義務づけられていたため、ポルシェは911 GT1 シュトラッセンバージョン（ドイツ語: Straßenversion/ストリートバージョン/英語: Street Version）を開発し、1996年の前半にドイツ政府のコンプライアンス・テストをパスしている。エンジンはヨーロッパの排気ガス規定に合わせてレーシングバージョンよりも若干デチューンされていたものの544PS（400kW）を発生しており、乾燥車重は1,100kgで、0-100km/h加速が3.7秒、最高速度は308km/hに達する性能を有していた。なお、車体番号上はAピラーの関係上“993”になっている。

## 戦績
1996年
ル・マン24時間レースでデビューし、いきなり総合2位・3位に入って一躍注目を浴びた。引き続き9月のブランズハッチ4時間耐久レース以降のBPR GT選手権4戦中3戦に賞典外という形で参戦し、3戦3勝を飾った。
1997年
ル・マン24時間レースおよびFIA GT選手権に参戦。
ル・マンでは序盤からワンツー体制を築き、圧倒する強さでレースの大部分を支配するも、25号車は夜半にクラッシュ、26号車は優勝目前で炎上リタイア。
GT選手権においてはメルセデスワークス（CLK-GTR）およびBMWワークス（マクラーレン・F1 GTR）のチャンピオン争いを尻目に未勝利。ル・マンに勝つためだけに作られたマシンなので、それ以外のレースでは目立った活躍ができなかった。
1998年
引き続き、ル・マン24時間レースおよびFIA GT選手権に参戦。
ル・マン24時間レースではトヨタ・GT-One TS020 29号車とポルシェ25号車・26号車が最後まで首位争いを演じた。首位を行くトヨタ29号車の最終局面でのリタイア（トランスミッショントラブル）に助けられ、ポルシェがワンツーフィニッシュ。26号車のステファン・オルテリ/ローレン・アイエロ/アラン・マクニッシュ組がポルシェワークスのル・マン復帰3年目にして念願の総合優勝をもたらした。
プライベーターからもザクスピードに供給された2台が存在したが、予備予選でノバ・エンジニアリングからエントリーした日産・R390 GT1に僅差で敗れ、2台とも決勝には進めなかった。FIA-GT選手権においてもピレリタイヤとの相性の悪さから本来の性能を発揮することができず、ザクスピードは最後まで結果を残せないまま終わっている。結局プライベーターに供給された98年型はこの2台だけに留まった。
なお、FIA GT選手権では第3戦以降に、AMGメルセデスが投入したメルセデス・ベンツ・CLK-LMに全く太刀打ちすることができず（ホッケンハイムのストレートで約20km/hもの遅れをとっていたという話もある）昨年同様未勝利に終わり、活躍できなかった。最後のレースとなったプチ・ルマン（ロードアトランタ）では、空気の抜けの悪さとオーバーハングの長さなどが複合しあい、後のメルセデス・ベンツ・CLR同様のフロントが浮き上がり宙を舞う事故を起こしてしまった（ドライブしていたヤニック・ダルマスは奇跡的に無事であった）。